# Hemiblossia lawrencei
Hemiblossia lawrencei är en spindeldjursart som beskrevs av Roewer 1933. Hemiblossia lawrencei ingår i släktet Hemiblossia och familjen Daesiidae. Inga underarter finns listade i Catalogue of Life.